# Зелена еуглена
Зелената еуглена (Euglena viridis) е вид водорасло от семейство еугленови (Euglenaceae). Живее в малки сладководни водоеми, богати на хранителни вещества.

## Описание
Тялото на зелената еуглена има вретеновидна форма и достига до 50 μm на дължина. Придвижва се бързо с помощта на дълго камшиче. Зеленият ѝ цвят се дължи на многото удължени или овални хлоропласти, съдържащи хлорофил. С тяхна помощ еуглената може да фотосинтезира, т.е. да се храни като растенията (има кислородно дишане). В отсъствието на достатъчно светлина тя се храни като животно, поемайки намиращите се във водата готови органични вещества.
При зелената еуглена се развиват първите зрителни органи – очно петно. Светлочувствителното очно петно позволява на еуглената да се ориентира към по-светли места, където може по-ефективно да фотосинтезира. Зелената еуглена служи за храна на дребни сладководни животни. Тя е част от планктона.
Размножава се чрез надлъжно делене на тялото на две равни части. При неблагоприятни условия престава да се движи и образува цисти.
Зелената еуглена е едноклетъчен организъм, който причинява явлението цъфтеж на водата (или зелена вода) в аквариума (явлението не се наблюдава в по-големи водни басейни). Характерна за новоинсталирани аквариуми с много силно осветление и голямо количество хранителни излишъци. За разлика от другите проблеми в аквариума, тук смяната на водата не дава добри резултати, а често дори влошава положението. За справяне с проблема се препоръчва намаляване на осветлението, понякога и пълно затъмняване на аквариума, както и включване на UV-стерилизатор.